# Nazionale maschile under 18 di pallacanestro della Libia
La nazionale di pallacanestro libica Under-18 è una selezione giovanile della nazionale libica di pallacanestro, ed è rappresentata dai migliori giocatori di nazionalità libica di età non superiore ai 18 anni.
Partecipa a tutte le manifestazioni internazionali giovanili di pallacanestro per nazioni gestite dalla FIBA.

## Partecipazioni

### FIBA AfroBasket Under-18
- 1980 - 6°
- 2018 - 8°

## Formazioni
Campionato africano maschile di pallacanestro Under-18 20184 Al-Shoushan, 5 Jawwan, 6 Al-Harari, 7 Al-Faqiyah H., 8 Zeew, 9 Rizq, 10 Al-Faqiyah M., 11 Abulkirat, 12 Omar, 13 Al-Baraesi, 14 Masoud, 15 Al-Jabiri,        All. Bassam Etorki